# Anna Quayle
Pour les articles homonymes, voir Quayle.
Anna Quayle est une actrice anglaise née le 6 octobre 1932 à Birmingham (Royaume-Uni) et morte le 16 août 2019, à Londres, de la maladie à corps de Lewy, qu'on lui a diagnostiquée en 2012.

## Filmographie
- 1964 : Quatre garçons dans le vent (A Hard Day's Night) : Millie
- 1966 : The Sandwich Man : Second Billingsgate Lady
- 1966 : Drop Dead Darling : Tante Miriam
- 1967 : Casino Royale : Frau Hoffner
- 1967 : Chapeau melon et bottes de cuir (épisode Meurtres Distingués) : Olga Savonovich Negriski Valovski
- 1967 : Smashing Time : Charlotte Brillig
- 1968 : Chitty Chitty Bang Bang : Baronne Bomburst
- 1971 : Up the Chastity Belt : Lady Ashfodel
- 1974 : Mistress Pamela : Mrs. Jelks
- 1974 : Three for All : La Pulle
- 1975 : Eskimo Nell : Reverend Mother
- 1976 : The Georgian House (série télévisée) : Miss Humphreys
- 1976 : Sherlock Holmes attaque l'Orient-Express (The Seven-Per-Cent Solution) : Freda
- 1977 : Adventures of a Private Eye : Medea
- 1978 : Adventures of a Plumber's Mate : Loretta Proudfoot
- 1979 : S.O.S. Titanic (TV) : Maude Slocomb
- 1979 : Henry V (TV) : Alice
- 1981 : Brideshead Revisited (feuilleton TV) : Hostess
- 1981 : Towers of Babel
- 1982 : Father Charlie (série télévisée) : Reverend Mother Joseph
- 1978 : Grange Hill (série télévisée) : Mrs. Kate Monroe (1990-1994)